# Kluwan
Kluwan is een bestuurslaag in het regentschap Grobogan van de provincie Midden-Java, Indonesië. Kluwan telt 3739 inwoners (volkstelling 2010).